# Леди Л. (фильм)
«Леди Л.» (англ. Lady L) — кинофильм режиссёра Питера Устинова. Экранизация одноимённого романа Ромена Гари.

## Сюжет
Действие фильма происходит в Великобритании, Франции и Швейцарии в конце XIX века.
Леди Луиза Лендэйл (ей уже 80 лет) рассказывает своему многолетнему биографу и поклоннику, британскому поэту сэру Перси, о своей богатой событиями жизни. Сначала она была прачкой в «Le Mouton Bleu», известном парижском публичном доме. Там она встретила Армана — анархиста, который сотрудничает с революционным движением, целью которого является убийство принца Отто Баварского. Луиза знакомится с британским лордом Дики Лендэйлом, который начинает за ней ухаживать. Вскоре она выходит за него замуж в обмен на спасение Армана от полиции.

## В ролях
- Софи Лорен — Леди Луиза Лендэйл / Леди Л.
- Пол Ньюмэн — Арман Дени
- Дэвид Найвен — Лорд Дики Лендэйл
- Сесил Паркер — Сэр Перси
- Филипп Нуаре — Амбруа Жером
- Марсель Далио — подрывник
- Роже Трапп — инспектор полиции Дюборон
- Катрин Аллегре — Иветта

## Особенности экранизации
Фильм снят в духе романтической фантазии, с элементами фарса и комедии, однако это только внешняя сторона. За фасадом странной истории любви на рубеже веков раскрыта драма низменных чувств с привкусом смерти.
Софи Лорен играет сразу две роли: Леди Л в молодости и её же в 80 летнем возрасте в соответствующем гриме. Критики отметили определённые проблемы с подбором актёров и соответствием их персонажам. Для очаровательной парижской прачки Лорен смотрится вполне аутентично, но для персонажа пожилого возраста она не совсем подходит. Пол Ньюмен в роли французского анархиста Армана Дени также не совсем убедителен.

## Технические детали
- Фильм : цветной (Eastmancolor)